# Milano Certosa
Milano Certosa (włoski: Stazione di Milano Certosa) – stacja kolejowa w Mediolanie, w regionie Lombardia, we Włoszech. Znajdują się tu 4 perony.